# 福岡県立小郡高等学校
福岡県立小郡高等学校（ふくおかけんりつおごおりこうとうがっこう）は、福岡県小郡市三沢にある男女共学、全日制普通科の公立高等学校である。

## 沿革
- 1983年（昭和58年）
  - 11月1日 - 福岡県立明善高等学校内に設立準備室を設置。
  - 12月24日 - 設置公布。
- 1984年（昭和59年）1月1日 - 開校（同年4月5日から学校教育開始）。

## 校歌
- 作詞 - 野田宇太郎
- 作曲 - 平井康三郎

## 通学区域
福岡県第八学区（旧・第九学区）
- 久留米市（田主丸町、三潴町、城島町を除く）
- 小郡市
- 三井郡
- 筑紫野市（第八学区外だが本校の通学区域である）

## 交通アクセス
最寄りの鉄道駅
- 西日本鉄道 天神大牟田線「三国が丘駅」

最寄りのバス停
- 小郡市コミュニティバス「小郡高校前」バス停

最寄りの道路
- 福岡県道88号久留米小郡線